# Florenţa Mihaiová
Florenţa Mihaiová (2. září 1955, Bukurešť – 14. října 2015, Bukurešť) byla rumunská tenistka. V roce 1977 se probojovala do finále pařížského grandslamu, jako první Rumun v historii. Zde podlehla jugoslávské tenistce Mimě Jaušovecové. Ve stejném ročníku Roland Garros postoupila také do finále smíšené čtyřhry, ve dvojici s Kolumbijcem Ivánem Molinou. Podlehli americkému páru Mary Carillová a John McEnroe. Ve stejném roce 1977 dosáhla svých maxim i na Wimbledonu (2. kolo) a US Open (3. kolo). Australian Open se nikdy nezúčastnila. V ženské čtyřhře hrála ještě dvakrát čtvrtfinále na French Open (1976, 1978). Vedle toho v singlu vyhrála jeden turnaj seriálu WTA (Båstad 1977) a v seriálu ITF 5 turnajů (Houston 1975, Tyler 1975, Port Chester 1977, Bournemouth 1981, Lutych 1981). Ve dvojici s Virginiou Ruziciovou třikrát vyhrála univerziádu v ženské čtyřhře (1977, 1979, 1981). Vyhrály spolu i jeden turnaj WTA (Barcelona 1976). Nejvyššího postavení na žebříčku WTA dosáhla v únoru 1978, a to 29. místa. Ve Fed Cupu odehrála za národní tým 18 zápasů (8 dvouher, 10 čtyřher). Po skončení hráčské kariéry se stala nejprve funkcionářkou rumunského tenisového svazu (1984-1989) a pak trenérkou - jako nehrající kapitánka vedla čtrnáct let ženský reprezentační tým, mj. i na olympijských hrách v Barceloně (1992), Atlantě (1996) a v Sydney (2000).